# 1981年美國職棒大聯盟選秀
1981年美國職棒大聯盟選秀為大聯盟第17屆選秀。西雅圖水手的麥克·摩爾為該年的首輪選秀狀元。

## 第一輪選秀
圖示
|  | 入選美國職棒大聯盟全明星賽的球員     |
|  | 入選美國國家棒球名人堂暨博物館的球員 |

| 順位 | 球員            | 球隊             | 位置   | 畢業學校           |
| 1    | 麥克·摩爾       | 西雅圖水手       | 右投   | 奧羅·羅伯茲大學    |
| 2    | 喬·卡特         | 芝加哥小熊       | 外野手 | 衛奇塔州立大學     |
| 3    | 迪克·休菲爾德   | 加州天使         | 游擊手 | 葛里芬高中         |
| 4    | 泰瑞·布洛克     | 紐約大都會       | 外野手 | 田納西州立大學     |
| 5    | 麥特·威廉斯     | 多倫多藍鳥       | 右投   | 萊斯大學           |
| 6    | 凱文·麥克雷諾茲 | 聖地牙哥教士     | 外野手 | 阿肯色大學         |
| 7    | 達瑞爾·波斯頓   | 芝加哥白襪       | 外野手 | 伍瓦德高中         |
| 8    | 鮑比·米查姆     | 聖路易紅雀       | 游擊手 | 聖地牙哥州立大學   |
| 9    | 羅恩·達令       | 德州遊騎兵       | 右投   | 耶魯大學           |
| 10   | 馬克·格蘭特     | 舊金山巨人       | 右投   | 茱麗葉天主高中     |
| 11   | 麥克·索德斯     | 明尼蘇達雙城     | 三壘手 | 亞利桑那州立大學   |
| 12   | 傑·羅伯茲       | 亞特蘭大勇士     | 外野手 | 森特拉里亞高中     |
| 13   | 喬治·艾珀特     | 克里夫蘭印地安人 | 外野手 | 李文斯頓高中       |
| 14   | 吉姆·溫恩       | 匹茲堡海盜       | 右投   | 約翰·布朗大學      |
| 15   | 提姆·皮茲納斯基 | 奧克蘭運動家     | 三壘手 | 東伊利諾大學       |
| 16   | 凡斯·洛夫萊斯   | 芝加哥小熊       | 左投   | 希爾斯波羅高中     |
| 17   | 瑞奇·巴洛       | 底特律老虎       | 右投   | 伍德維爾高中       |
| 18   | 達倫·迪爾克斯   | 蒙特婁博覽會     | 左投   | 奧克拉荷馬州立大學 |
| 19   | 史蒂夫·萊恩斯   | 波士頓紅襪       | 游擊手 | 俄勒岡州立大學     |
| 20   | 強尼·艾布瑞戈   | 費城費城人       | 右投   | 米申高中           |
| 21   | 約翰·塞魯提     | 多倫多藍鳥       | 左投   | 阿默斯特學院       |
| 22   | 戴夫·安德森     | 洛杉磯道奇       | 游擊手 | 孟菲斯大學         |
| 23   | 戴夫·里珀       | 堪薩斯市皇家     | 外野手 | 南加州大學         |
| 24   | 艾爾·拉喬威茲   | 德州遊騎兵       | 右投   | 匹茲堡大學         |
| 25   | 凱文·布瑞爾     | 波士頓紅襪       | 捕手   | 波威高中           |
| 26   | 法蘭克·卡斯楚   | 聖地牙哥教士     | 捕手   | 邁阿密大學         |

## 補償選秀
1. ↑  因辛辛那提紅人簽下自由球員賴瑞·畢特納（英语：Larry Biittner）而得到補償選秀
2. ↑  因密爾瓦基釀酒人簽下自由球員羅伊·霍威爾（英语：Roy Howell）而得到補償選秀
3. ↑  因休士頓太空人簽下自由球員戴夫·羅伯茲（英语：Dave Roberts (third baseman)）而得到補償選秀
4. ↑  因巴爾的摩金鶯簽下自由球員吉姆·杜威（英语：Jim Dwyer (baseball)）而得到補償選秀
5. ↑  因紐約洋基簽下自由球員戴夫·溫菲爾德而得到補償選秀

## 其他著名球員
- 達林·傑克森（英语：Darrin Jackson）, 第2輪, 28順位被芝加哥小熊選走
- 麥克·加耶戈（英语：Mike Gallego）, 第2輪, 33順位被奧克蘭運動家選走
- 馬克·古比札（英语：Mark Gubicza）, 第2輪, 34順位被堪薩斯市皇家選走
- 馬克·朗斯頓, 第2輪, 35順位被西雅圖水手選走
- 法蘭克·麥歐拉（英语：Frank Viola）, 第2輪, 37順位被明尼蘇達雙城選走
- 尼爾·希頓（英语：Neal Heaton）, 第2輪, 39順位被克里夫蘭印地安人選走
- 席德·布林姆（英语：Sid Bream）, 第2輪, 48順位被洛杉磯道奇選走
- 約翰·艾爾威（英语：John Elway）, 第2輪, 52順位被紐約洋基選走
- 菲爾·布萊德利（英语：Phil Bradley）, 第3輪, 53順位被西雅圖水手選走
- 湯尼·關恩, 第3輪, 58順位被聖地牙哥教士選走
- 席德·費南德茲（英语：Sid Fernandez）, 第3輪, 73順位被洛杉磯道奇選走
- 大衛·孔恩, 第3輪, 74順位被堪薩斯市皇家選走
- 柯特·楊恩（英语：Curt Young）, 第4輪, 92順位被奧克蘭運動家選走
- 保羅·歐尼爾, 第4輪, 93順位被辛辛那提紅人選走
- 陶德·班辛格（英语：Todd Benzinger）, 第4輪, 96順位被波士頓紅襪選走
- 沙恩·馬克（英语：Shane Mack (baseball)）, 第4輪, 100順位被堪薩斯市皇家選走, 但未簽約
- 艾瑞克·普朗克（英语：Eric Plunk）, 第4輪, 103順位被紐約洋基選走
- 畢普·羅伯茲（英语：Bip Roberts）, 第5輪, 117順位被匹茲堡海盜選走, 但未簽約
- 米奇·泰托頓（英语：Mickey Tettleton）, 第5輪, 118順位被奧克蘭運動家選走
- 比爾·威格曼（英语：Bill Wegman）, 第5輪, 124順位被密爾瓦基釀酒人選走
- 約翰·法蘭柯（英语：John Franco）, 第5輪, 125順位被洛杉磯道奇選走
- 迪馮·懷特, 第6輪, 132順位被加州天使選走
- 艾爾文·戴維斯, 第6輪, 144順位被奧克蘭運動家選走, 但未簽約
- 麥克·帕格里亞魯洛（英语：Mike Pagliarulo）, 第6輪, 155順位被紐約洋基選走
- 馬克·麥奎爾, 第8輪, 199順位被蒙特婁博覽會選走, 但未簽約
- 史蒂夫·隆巴多齊（英语：Steve Lombardozzi）, 第9輪, 218順位被明尼蘇達雙城選走
- 弗瑞德·麥葛里夫, 第9輪, 233順位被紐約洋基選走
- 羅傑·克萊門斯, 第12輪, 289順位被紐約大都會選走, 但未簽約
- 藍尼·戴克斯特拉（英语：Lenny Dykstra）, 第13輪, 315順位被紐約大都會選走
- 丹尼·考克斯（英语：Danny Cox (baseball)）, 第13輪, 319順位被聖路易紅雀選走
- 鮑伯·圖克斯伯瑞（英语：Bob Tewksbury）, 第19輪, 493順位被紐約洋基選走
- 麥特·諾克斯（英语：Matt Nokes）, 第20輪, 503順位被舊金山巨人選走
- 文斯·柯爾曼（英语：Vince Coleman (baseball)）, 第20輪, 493順位被費城費城人選走, 但未簽約
- 克里斯·波西歐（英语：Chris Bosio）, 第29輪, 722順位被匹茲堡海盜選走, 但未簽約
- 蘭斯·強森（英语：Lance Johnson）, 第30輪, 742順位被匹茲堡海盜選走, 但未簽約
- 塞索·菲爾德, 第31輪, 767順位被巴爾的摩金鶯選走, 但未簽約

## 外部連結
- MLB.com - 1981 Draft Tracker (all rounds)
- MLB.com - Draft History （页面存档备份，存于）
- Complete draft list from The Baseball Cube database （页面存档备份，存于）

| 前任： 達里爾·斯塔比雷 | 選秀狀元 麥克·摩爾 | 繼任： 沙翁·鄧斯頓 |